# Xã Spring Rock, Quận Clinton, Iowa
Xã Spring Rock (tiếng Anh: Spring Rock Township) là một xã thuộc quận Clinton, tiểu bang Iowa, Hoa Kỳ. Năm 2010, dân số của xã này là 1.182 người.